# Боливийский кориандр
 Дыролистник мусорный, или Боливийский кориандр, или Порофиллюм мусорный (лат. Porophyllum ruderale) — вид растений из рода Дыролистник семейства Астровые (Asteraceae).
Происходит из горных районов Центральной и Южной Америки.
Культивируется в южноамериканских странах и Мексике как пряность.

## Биологическое описание
Раскидистый кустарник высотой около 1,5 метров и шириной около 1 метра с овальными листьями, перфторированными крупными железами, выделяющими душистый маслянистый секрет, придающий растениям характерный аромат. Цветки жёлтого или пурпурного цветов, дисковые.
|                                                   |  |  |
| Цветки, абаксиальная и адаксиальная стороны листа |  |  |

## Синонимы
- Cacalia glandulosa Salisb.
- Cacalia ruderalis (Jacq.) Sw.
- Kleinia glandulosa Moc. & Sessé
- Kleinia porophyllum (L.) Willd.
- Porophyllum ellipticum (L.) Cass.
- Porophyllum latifolium Benth.
- Porophyllum macrocephalum DC.
- Porophyllum macrolepidium Malme
- Porophyllum porophyllum (L.) Kuntze nom. illeg.